# 중원대로
중원대로(Jungwon-daero)는 충청북도 괴산군 연풍면 이화령터널과 경기도 이천시 장호원읍 진암삼거리를 잇는 도로이다.

## 역사
- 1992년 1월 17일 : 괴산군 연풍면 행촌리 446m 구간 개통, 기존 160m 구간 폐지[1]
- 1998년 1월 12일 : 충주시 상모면 안보리 ~ 풍동 17.5km 구간 개통, 기존 18.9km 구간 폐지[2]
- 2001년 12월 20일 : 충주시 주덕읍 신중리 ~ 음성군 생극면 신양리 20.5km 구간 확장 개통, 기존 19.326km 구간 폐지[3]
- 2002년 12월 28일 : 충청북도 음성군 생극면 신양리 ~ 경기도 이천시 장호원읍 진암리 10.125km 구간 확장 개통, 기존 8.5km 구간 폐지[4]
- 2003년 12월 29일 : 괴산군 연풍면 원풍리 ~ 충주시 상모면 안보리 8.3km 구간 확장 개통[5]
- 2009년 7월 10일 : 2개 이상 시·도에 걸쳐 있는 도로로 중원대로를 고시[6]

## 주요 경유지
충청북도
- 괴산군 연풍면 - 충주시 (수안보면 - 살미면 - 달천동 - 호암직동 - 문화동 - 달천동  - 대소원면 - 주덕읍 - 신니면) - 음성군 (생극면 - 감곡면)

경기도
- 이천시 장호원읍

## 노선
| 이름                           | 접속 노선                                               | 소재지                                                                    | 소재지                                                                               | 비고                                                                                               |
| 문경대로와 직결                | 문경대로와 직결                                         | 문경대로와 직결                                                           | 문경대로와 직결                                                                      | 문경대로와 직결                                                                                    |
| ------------------------------ | ------------------------------------------------------- | ------------------------------------------------------------------------- | ------------------------------------------------------------------------------------ | -------------------------------------------------------------------------------------------------- |
| 이화령터널                     |                                                         | 괴산군                                                                    | 연풍면                                                                               | 국도 제3, 34호선 구간 연장 1,600m                                                                  |
| 진촌교                         |                                                         | 괴산군                                                                    | 연풍면                                                                               | 국도 제3, 34호선 구간                                                                              |
| 연풍IC 교차로                  | 국도 제34호선 (중부로)                                  | 괴산군                                                                    | 연풍면                                                                               | 국도 제3, 34호선 구간                                                                              |
| 행촌 교차로 (행촌교)           | 원풍로 이화령로                                         | 괴산군                                                                    | 연풍면                                                                               | 국도 제3호선 구간                                                                                  |
| 율전1교 율전2교 조령교         |                                                         | 괴산군                                                                    | 연풍면                                                                               | 국도 제3호선 구간                                                                                  |
| 신풍 교차로                    | 원풍로절골길                                            | 괴산군                                                                    | 연풍면                                                                               | 국도 제3호선 구간                                                                                  |
| 신풍교                         |                                                         | 괴산군                                                                    | 연풍면                                                                               | 국도 제3호선 구간                                                                                  |
| 수옥 교차로                    | 원풍로                                                  | 괴산군                                                                    | 연풍면                                                                               | 국도 제3호선 구간                                                                                  |
| 수옥정2교                      |                                                         | 괴산군                                                                    | 연풍면                                                                               | 국도 제3호선 구간                                                                                  |
| 소조령터널                     |                                                         | 괴산군                                                                    | 연풍면                                                                               | 국도 제3호선 구간 연장 1,234m                                                                      |
| 소조령터널                     | 충주시                                                  | 수안보면                                                                  |                                                                                      | 국도 제3호선 구간 연장 1,234m                                                                      |
| 은행정 교차로                  | 충주시                                                  | 수안보면                                                                  | 새재로 은행정길                                                                      | 국도 제3호선 구간                                                                                  |
| 월악산 교차로(월악산 사거리)   | 충주시                                                  | 수안보면                                                                  | 수안보로                                                                             | 국도 제3호선 구간                                                                                  |
| 능암교 조산교 탑동교           | 충주시                                                  | 수안보면                                                                  |                                                                                      | 국도 제3호선 구간                                                                                  |
| 수안보 교차로                  | 충주시                                                  | 수안보면                                                                  | 수안보온천길 조산공원길                                                              | 국도 제3호선 구간                                                                                  |
| 양지교                         | 충주시                                                  | 수안보면                                                                  |                                                                                      | 국도 제3호선 구간                                                                                  |
| 수안보온천1터널                | 충주시                                                  | 수안보면                                                                  |                                                                                      | 국도 제3호선 구간 상행 연장 335m 하행 연장 320m                                                    |
| 음지교                         | 충주시                                                  | 수안보면                                                                  |                                                                                      | 국도 제3호선 구간                                                                                  |
| 수안보온천2터널                | 충주시                                                  | 수안보면                                                                  |                                                                                      | 국도 제3호선 구간 상행 연장 321m 하행 연장 310m                                                    |
| 주정교                         | 충주시                                                  | 수안보면                                                                  |                                                                                      | 국도 제3호선 구간                                                                                  |
| 수안보북측(오산진입)           | 충주시                                                  | 수안보면                                                                  | 수안보로                                                                             | 국도 제3호선 구간 하행 진출만 가능                                                                 |
| 양봉교                         | 충주시                                                  | 수안보면                                                                  | 수안보로                                                                             | 국도 제3호선 구간                                                                                  |
| 원통교                         | 충주시                                                  | 수안보면                                                                  | 수회리로                                                                             | 국도 제3호선 구간                                                                                  |
| 수회2교 수회1교                | 충주시                                                  | 수안보면                                                                  |                                                                                      | 국도 제3호선 구간                                                                                  |
| 수회리 교차로(수회리 사거리)   | 충주시                                                  | 수안보면                                                                  | 지방도 제510호선 (팔봉로) (수회리로)                                                 | 국도 제3호선 구간                                                                                  |
| 용천삼거리                     | 충주시                                                  | 국도 제36호선 국가지원지방도 제82호선 (월악로)                            | 살미면                                                                               | 국도 제3, 36호선 구간 국가지원지방도 제82호선 구간                                                 |
| 세성 교차로(삼거리)            | 충주시                                                  | 국도 제19호선 (괴산IC~살미간 도로) 지방도 제531호선 (세성로)              | 살미면                                                                               | 국도 제3, 19, 36호선 구간 국가지원지방도 제82호선 구간                                             |
| 살미삼거리                     | 충주시                                                  | 세성로                                                                    | 살미면                                                                               | 국도 제3, 19, 36호선 구간 국가지원지방도 제82호선 구간                                             |
| 문산삼거리                     | 충주시                                                  | 문강로                                                                    | 살미면                                                                               | 국도 제3, 19, 36호선 구간 국가지원지방도 제82호선 구간                                             |
| 호음실삼거리                   | 충주시                                                  | 호음실1길                                                                 | 살미면                                                                               | 국도 제3, 19, 36호선 구간 국가지원지방도 제82호선 구간                                             |
| 세경교                         | 충주시                                                  |                                                                           | 살미면                                                                               | 국도 제3, 19, 36호선 구간 국가지원지방도 제82호선 구간                                             |
| 향산삼거리                     | 충주시                                                  | 유주막로                                                                  | 살미면                                                                               | 국도 제3, 19, 36호선 구간 국가지원지방도 제82호선 구간                                             |
| 대향산교                       | 충주시                                                  |                                                                           | 살미면                                                                               | 국도 제3, 19, 36호선 구간 국가지원지방도 제82호선 구간                                             |
| 노루목교                       | 충주시                                                  |                                                                           | 살미면                                                                               | 국도 제3, 19, 36호선 구간 국가지원지방도 제82호선 구간                                             |
| 달천동                         | 충주시                                                  |                                                                           |                                                                                      | |
| 풍동 교차로                    | 충주시                                                  | 국도 제3호선 국도 제19호선 국도 제36호선 (서부순환대로)                   | 국도 제3, 19, 36호선 구간 국가지원지방도 제82호선 구간 상행 진입 불가 하행 진출 불가 | |
| 유주막다리                     | 충주시                                                  | 유주막로                                                                  | 국가지원지방도 제82호선 구간                                                         | |
| 유주막삼거리                   | 충주시                                                  | 충원대로                                                                  | 국가지원지방도 제82호선 구간                                                         | |
| 건국대학교 글로컬캠퍼스        | 충주시                                                  |                                                                           | 국가지원지방도 제82호선 구간                                                         | |
| 호암사거리                     | 충주시                                                  | 국가지원지방도 제82호선 (예성로) 호암대로                                 | 국가지원지방도 제82호선 구간                                                         | 호암직동                                                                                           |
| 호암체육관                     | 충주시                                                  | 청운로                                                                    |                                                                                      | 호암직동                                                                                           |
| 호수사거리                     | 충주시                                                  | 사직로                                                                    | 문화동                                                                               | |
| 문화사거리                     | 충주시                                                  | 국원대로 중앙로                                                           | 문화동                                                                               | |
| 시내버스삼거리                 | 충주시                                                  | 애향로 성터7길                                                            | 문화동                                                                               | |
| 사과나무사거리                 | 충주시                                                  | 봉현로 사직로                                                             | 문화동                                                                               | |
| 사과나무사거리                 | 충주시                                                  | 봉현로 사직로                                                             | 달천동                                                                               | |
| 건국대사거리                   | 충주시                                                  | 국도 제19호선 (충원대로)                                                  |                                                                                      | |
| 달천과선교 달천교              | 충주시                                                  |                                                                           |                                                                                      | |
| 용두 교차로                    | 충주시                                                  | 국도 제3호선 국도 제19호선 국도 제36호선 (서부순환대로)                   | 국도 제3, 36호선 구간                                                                | |
| 용두사거리                     | 충주시                                                  | 지방도 제525호선 (창현로) 하용두1길                                       | 국도 제3, 36호선 구간 지방도 제525호선 구간                                          | |
| 달천역                         | 충주시                                                  | 상용두1길                                                                 | 국도 제3, 36호선 구간 지방도 제525호선 구간                                          | |
| 한국교통대학교 충주캠퍼스      | 충주시                                                  | 대학로 산정독정길                                                         | 국도 제3, 36호선 구간 지방도 제525호선 구간                                          | 대소원면                                                                                           |
| 만적교                         | 충주시                                                  | 성종두담길                                                                | 국도 제3, 36호선 구간 지방도 제525호선 구간                                          | 대소원면                                                                                           |
| 충주 나들목 (충주 교차로)      | 충주시                                                  | 45호선 중부내륙고속도로                                                   | 국도 제3, 36호선 구간 지방도 제525호선 구간                                          | 대소원면                                                                                           |
| 금곡교                         | 충주시                                                  |                                                                           | 국도 제3, 36호선 구간 지방도 제525호선 구간                                          | 대소원면                                                                                           |
| 첨단삼거리                     | 충주시                                                  | 지방도 제599호선 (첨단산업로)                                             | 국도 제3, 36호선 구간 지방도 제525, 599호선 구간                                     | 대소원면                                                                                           |
| 대소원사거리                   | 충주시                                                  | 지방도 제599호선 (쇠실로)                                                 | 국도 제3, 36호선 구간 지방도 제525, 599호선 구간                                     | 대소원면                                                                                           |
| 신양 교차로 (신양육교)         | 충주시                                                  | 대소원로 신양로                                                           | 국도 제3, 36호선 구간 지방도 제525호선 구간                                          | 대소원면                                                                                           |
| 신양 교차로 (신양육교)         | 충주시                                                  | 대소원로 신양로                                                           | 국도 제3, 36호선 구간 지방도 제525호선 구간                                          | 주덕읍                                                                                             |
| 주덕 교차로                    | 충주시                                                  | 국도 제36호선 지방도 제525호선 (충청대로)                                 | 국도 제3, 36호선 구간 지방도 제525호선 구간 상행 진입 불가 하행 진출 불가            | |
| 주유교                         | 충주시                                                  |                                                                           | 국도 제3호선 구간                                                                    | |
| 신중 교차로 (창전교)           | 충주시                                                  | 신덕로                                                                    | 국도 제3호선 구간 상행 진출 불가 하행 진입 불가                                      | |
| 도포1교 도포2교                | 충주시                                                  |                                                                           | 신니면                                                                               | 국도 제3호선 구간                                                                                  |
| 용원 교차로                    | 충주시                                                  | 국가지원지방도 제49호선 국가지원지방도 제82호선 (신니 ~ 노은간 도로)      | 신니면                                                                               | 국도 제3호선 구간 국가지원지방도 제49, 82호선 구간                                                 |
| 용원교 용원2교 원평교          | 충주시                                                  |                                                                           | 신니면                                                                               | 국도 제3호선 구간 국가지원지방도 제49, 82호선 구간                                                 |
| 송암 교차로                    | 충주시                                                  | 신덕로                                                                    | 신니면                                                                               | 국도 제3호선 구간 국가지원지방도 제49, 82호선 구간                                                 |
| 양지교                         | 충주시                                                  |                                                                           | 신니면                                                                               | 국도 제3호선 구간 국가지원지방도 제49, 82호선 구간                                                 |
| 서충주 나들목 (대화 교차로)    | 충주시                                                  | 40호선 평택제천고속도로 국가지원지방도 제49호선 지방도 제306호선 (용광로) | 신니면                                                                               | 국도 제3호선 구간 국가지원지방도 제49, 82호선 구간 지방도 제306호선 구간                           |
| 새터교 새터1교                 | 충주시                                                  |                                                                           | 신니면                                                                               | 국도 제3호선 구간 국가지원지방도 제82호선 구간 지방도 제306호선 구간                               |
| 오생1 교차로 (새터2교)         | 충주시                                                  | 국가지원지방도 제82호선 (대금로)                                          | 신니면                                                                               | 국도 제3호선 구간 국가지원지방도 제82호선 구간 지방도 제306호선 구간 상행 진입 불가 하행 진출 불가 |
| 오생2 교차로 (도롱교)          | 오신로                                                  | 음성군                                                                    | 생극면                                                                               | 국도 제3호선 구간 지방도 제306호선 구간 상행 진출 불가 하행 진입 불가                              |
| 중생교 오룡1교 금단1교 금단2교 |                                                         | 음성군                                                                    | 생극면                                                                               | 국도 제3호선 구간 지방도 제306호선 구간                                                            |
| 생리 교차로                    | 오신로                                                  | 음성군                                                                    | 생극면                                                                               | 국도 제3호선 구간 지방도 제306호선 구간                                                            |
| 생극 교차로                    | 국도 제21호선 국도 제37호선 지방도 제306호선 (생음대로) | 음성군                                                                    | 생극면                                                                               | 국도 제3호선 구간 지방도 제306호선 구간 국도 제21, 37호선 구간                                     |
| 차평1교                        |                                                         | 음성군                                                                    | 생극면                                                                               | 국도 제3, 21, 37호선 구간                                                                          |
| 차평 교차로                    | 음성로                                                  | 음성군                                                                    | 생극면                                                                               | 국도 제3, 21, 37호선 구간                                                                          |
| 차평2교 차평육교 차평3교       |                                                         | 음성군                                                                    | 생극면                                                                               | 국도 제3, 21, 37호선 구간                                                                          |
| 원당교 원당1교                 |                                                         | 음성군                                                                    | 감곡면                                                                               | 국도 제3, 21, 37호선 구간                                                                          |
| 원당 교차로                    | 지방도 제525호선 (원당길)                               | 음성군                                                                    | 감곡면                                                                               | 국도 제3, 21, 37호선 구간                                                                          |
| 청미천교                       |                                                         | 음성군                                                                    | 감곡면                                                                               | 국도 제3, 21, 37호선 구간                                                                          |
| 이천시                         | 장호원읍                                                |                                                                           |                                                                                      | 국도 제3, 21, 37호선 구간                                                                          |
| 이천시                         | 장호원읍                                                | 진암교                                                                    |                                                                                      | 국도 제3, 21, 37호선 구간                                                                          |
| 이천시                         | 장호원읍                                                | 진암 나들목                                                               | 국도 제37호선 국도 제38호선 (서동대로)                                               | 국도 제3, 21, 37호선 구간                                                                          |
| 이천시                         | 장호원읍                                                | 진암2교                                                                   |                                                                                      | 국도 제3호선 구간                                                                                  |
| 이천시                         | 장호원읍                                                | 진암삼거리                                                                | 국도 제3호선 (경충대로)                                                              | 국도 제3호선 구간                                                                                  |

## 주요 건물 및 시설
- 충북북부보훈지청 (충청북도 충주시 중원대로 3230)
- MBC충북 충주방송국 (충청북도 충주시 중원대로 3250)
- 호암체육관 (충청북도 충주시 중원대로 3306)
- 충주시청소년수련원 (충청북도 충주시 중원대로 3324)
- 호암지구대 (충청북도 충주시 중원대로 3394)
- 이마트 충주점 (충청북도 충주시 중원대로 3420)
- 충주농협 (충청북도 충주시 중원대로 3438)
- KBS충주방송국 (충청북도 충주시 중원대로 3448)
- 달천초등학교 (충청북도 충주시 중원대로 3846)